# Barbara Lesjak

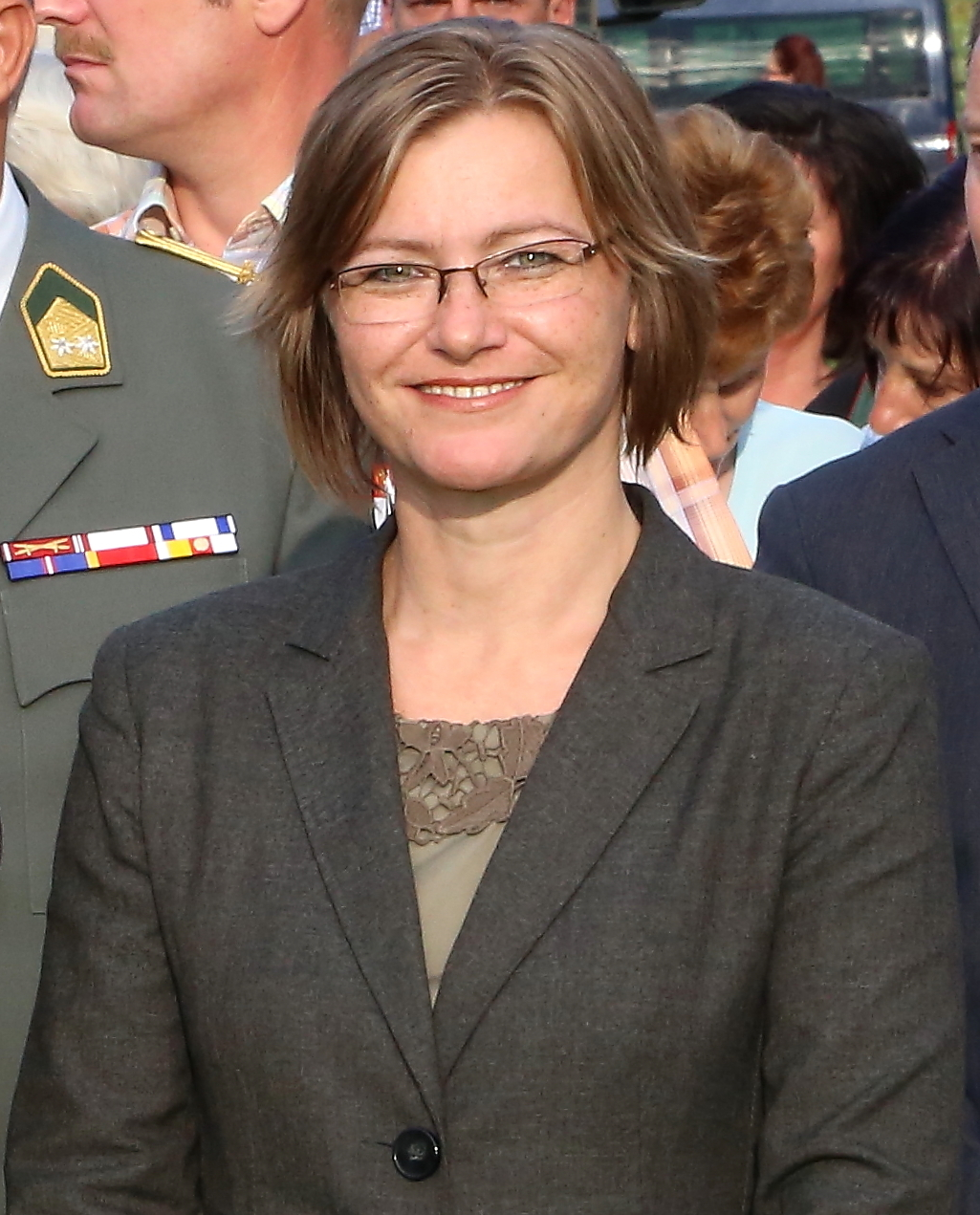
Barbara Lesjak (2014)

Barbara Lesjak (* 24. Juni 1970) ist eine österreichische Politikerin (Grüne). Lesjak war von 2004 bis 2018 Abgeordnete zum Kärntner Landtag. Ab März 2013 war sie Klubobfrau des Grünen Klubs.

## Ausbildung und Beruf
Lesjak besuchte nach der Volksschule ein Gymnasium und ein Fremdenverkehrskolleg. Sie studierte in der Folge Philosophie/Gruppendynamik an der Alpen-Adria-Universität Klagenfurt und schloss ihr Studium mit dem akademischen Grad Mag. phil. ab. Danach begann sie ein Doktoratsstudium und promovierte mit einer Arbeit unter dem Titel: Die Kunst der Politik. Ein philosophisch-sozialwissenschaftlicher Beitrag zur politischen Bildung.
Lesjak war seit 1995 Freie Mitarbeiterin am Institut für Interdisziplinäre Forschung und Fortbildung (IFF) in Klagenfurt und von 2001 bis 2013 Universitätsassistentin erst am Institut für Philosophie und Gruppendynamik, dann am Institut für Gruppendynamik und Organisationsentwicklung.

## Politik und Funktionen
Lesjak ist seit 31. März 2004 Abgeordnete zum Kärntner Landtag. Seit März 2013 ist sie Klubobfrau des Grünen Klubs. Ihre thematischen Schwerpunkte sind nach eigenen Angaben Soziales, Demokratie, Migration, Bildung und  Wirtschaft. Lesjak ist seit 1996 Mitglied der Grünen Bildungswerkstatt und war zeitweise im Vorstand. Seit 2004 ist sie zudem Mitglied des Landesvorstands der Kärntner Grünen.
Seit 2006 ist Lesjak Vorstandsmitglied des Kärntner Netzwerks gegen Armut und soziale Ausgrenzung und Vorstandsmitglied im Frauenhaus Klagenfurt. 2007 übernahm sie zudem die Funktionen eines Vorstands- und Kuratoriumsmitglied im Europahaus und wurde Mitglied im Aktionskomitee für Menschlichkeit und Toleranz in Kärnten.
Im Februar 2018 gab sie ihren Rückzug aus der Politik bekannt.

## Privates
Lesjak ist ledig und Mutter einer Tochter und eines Sohnes. Sie wohnt in Klagenfurt.